# Марнеулі (муніципалітет)
Марнеулський муніципалітет (груз. მარნეულის მუნიციპალიტეტი marneulis municipʼalitʼetʼi) — муніципалітет Грузії, що входить до складу краю Квемо-Картлі. Знаходиться на півдні Грузії, на території історичних областей Нижня Картлія та Борчали. Адміністративний центр — Марнеулі.

## Населення
Станом на 1 січня 2014 чисельність населення муніципалітету склала 104 300 мешканців.
| Азербайджанці | Грузини | Вірмени | Росіяни | Греки |
| 83,08%        | 8,06 %  | 7,00 %  | 0,2 %   | 0,1%  |